# Osteospermum ecklonis
Osteospermum ecklonis és una planta ornamental de la família de les Asteràcies, i és nativa de Sud-àfrica.

## Descripció

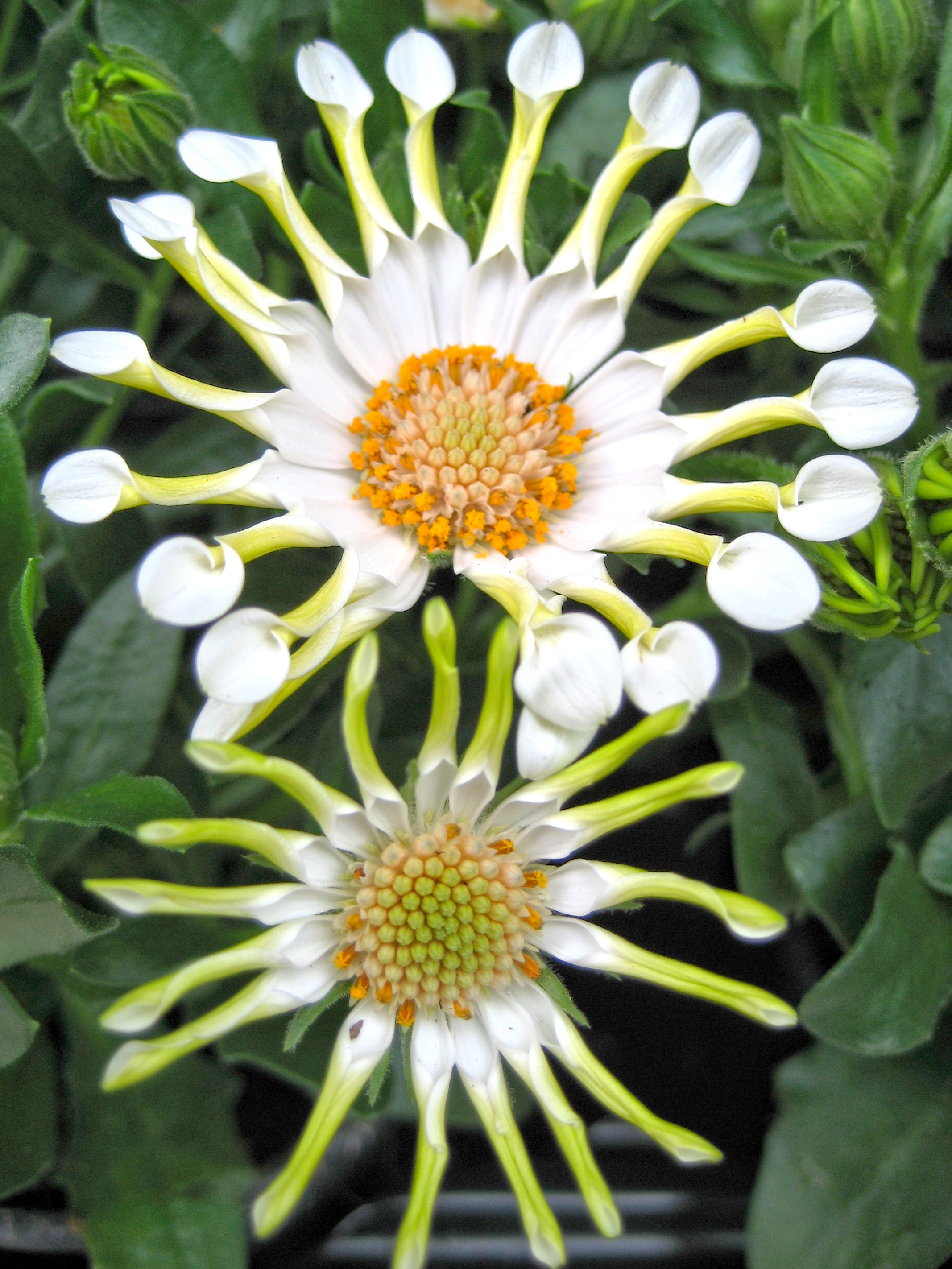
Detall de les flors

És una planta perenne que arriba a mesurar fins a un metre d'alçada i altres tants de diàmetre, d'erecta a decumbente. La seva base pot ser llenyosa. Les fulles són alternes, sèssils, simples, el·líptiques, lleugerament suculentes i els marges són dentats, omplint els extrems de les branques, encara que les branques més baixes queden bastant nues.
Els grans caps florals (capítols) tenen fins a 80 mm de diàmetre i es troben per separat o en uns pocs grups a l'extrem de les branques en peduncles curts. Els raigs florals són llargs, de color blanc brillant a la part superior i de color blau o violeta a la part inferior. El disc és blau fosc o porpra.
Els fruits tenen al voltant de 7 x 3 mm, llisos, obovoides i triangulars.

## Taxonomia
Dimorphotheca ecklonis va ser descrita per Augustin Pyrame de Candolle i publicada a Prodromus Systematis Naturalis Regni Vegetabilis 6: 71. 1837[1838].

### Etimologia
- Dimorphotheca: nom genèric que prové del grec "dis", "morphe" i "theka", que significa "la fruita en forma de dos", referint-se al dimorfisme de les asteràcies, un tret inherent als membres de les Calenduleae.[2]
- ecklonis: epítet atorgat en honor del botànic danès Christian Friedrich Ecklon.

### Sinonímia
- Dimorphotheca ecklonis DC.[3]